# Greymouth
Greymouth is de grootste stad aan de westkust van het Zuidereiland van Nieuw-Zeeland met ongeveer 12.000 inwoners. De stad is in 1868 vernoemd naar de rivier de Grey, daar die hier uitmondt in de Tasmanzee. In 1848 was de rivier naar Sir George Grey genoemd, die toen gouverneur van Nieuw-Zeeland was.
In de stad is het eindstation van de trein (de TranzAlpine) dwars door de Nieuw-Zeelandse Alpen, die uit Christchurch vertrekt.
Afgezanten van de koloniale regering kochten in 1860 het grootste deel van de westkust, maar het terrein van het tegenwoordige Greymouth bleef Maori-reservaat.
Greymouth is een uitvalsbasis voor een bezoek aan het nationaal park Paparoa.